# 王雄 (北朝)
王雄（507年—565年1月25日），字胡布頭，一作雄胡布头，代人，太原郡（今山西省太原市、晋中市、吕梁市一带）人，北魏、西魏、北周官员，西魏十二大将军之一。

## 生平
王雄的父亲是王仑，因为王雄的杰出功绩，获追赠柱国大将军、少傅、安康郡公。
王雄身材魁梧，年轻时就有谋略。永安三年（530年），王雄跟从贺拔岳进入关中，出任征西将军、金紫光禄大夫。永熙三年（534年），魏孝武帝西迁，王雄出任都督，封临贞县伯，食邑五百户。大统初年，王雄进爵为临贞县公，增加食邑二百户，出任武卫将军，加骠骑将军，增加食邑八百户，进位大都督，很快加仪同三司，增加食邑三百户。王雄又升任开府仪同三司，加侍中，外任岐州刺史，进爵武威郡公，进位大将军，代理同州刺史。大统十七年（551年）十月，宇文泰派王雄率军出子午谷，包围南梁的上津、魏兴。西魏废帝元年（551年）春，王雄攻克上津和魏兴，以该地设置东梁州。当年八月，东梁州的安康人黄众宝反叛西魏，进攻魏兴郡，俘虏太守柳桧，宇文泰派遣王雄和宇文虬将东梁州讨伐平定。西魏恭帝拓跋廓元年（554年），王雄获赐姓可频氏。周孝闵帝宇文觉登基，王雄出任少傅，增加食邑两千户。周明帝二年九月辛卯（558年9月28日），王雄进位柱国。武成元年九月辛未（559年11月2日），王雄进封庸国公，很快外任泾州总管诸军事、泾州刺史。
保定四年（564年），王雄跟随晋公宇文护东征北齐。王雄在途中患上疾病，尽自己的力量前进。军队到达邙山，十二月壬戌（565年1月25日），王雄与北齐将领斛律光交战。王雄驰马冲击，杀死齐军三人，斛律光后退逃走，王雄追击斛律光。斛律光的侍从都四散逃走，箭又快射完，只剩下一个奴仆和一支箭在身旁。王雄手持长矛准备刺杀斛律光，但还差一丈多刺不到斛律光，王雄说：“可惜不能杀你，但是要活捉你去见天子。”斛律光反身射向王雄，射中王雄的额头，王雄抱住马返回，到军营就死了，时年虚岁五十八。朝廷赠予使持节、太保、同华等二十州诸军事、同州刺史，谥号忠。保定五年正月甲申朔（565年2月16日），北周因为王雄死于朝廷大事，停止朝会。王雄的儿子王谦继承爵位。

## 家庭

### 子女
- 王谦，北周上柱国、益州总管、十八州诸军事、庸国公
- 王震，第三子，北周安乐县伯[26]

## 延伸阅读
[在维基数据编辑]
 《周書·卷19》，出自令狐德棻《周書》